# Prepositino de Cremona
Prepositino (en latín: Praepositinus Cremonensis o Prevostinus Cremonensis; Cremona, c. 1150-París, 25 de febrero de 1210) fue un filósofo y teólogo escolástico italiano.

## Biografía
Un comentarista litúrgico, él argumentó de lo contextos intencionales.
Prepositino fue un alumno de Petrus Comestor y enseñó en la Universidad de París. Posteriormente, en 1196, él visitó la Catedral de Maguncia y, en el mismo año, fue nominado actuario de la antedicha universidad, permaneciendo en el cargo hasta 1209.
La Summa contra haereticos, publicada alrededor de 1200, fue atribuida a Prepositino hasta la primera mitad de lo siglo XX.

## Obras
El estudio de Georges Lacombe atribuye a Prepositino las siguientes siete obras:
- Summa Theologica
- Questiones Praepositini cancellarii Parisiensis
- Summa super Psalterium, influencada por Pedro el cantor y Pedro de Poitiers[5]
- Summa de penitentia iniungenda
- Summa contra hereticos[6]
- Collecta ex distinctionibus Prepositiniìì
- Tractatus de officiis,[7] también apellido Summa de officiis[8]
- Sermones